# Moisés Ribeiro Santos
Moisés Ribeiro Santos (født 3. marts 1991) er en brasiliansk fodboldspiller.